# Paidopithex
Paidopithex es un género extinto de primates catarrinos que vivió en Europa durante el Mioceno entre hace aproximadamente 10 millones de años. Paidopithex se conoce por dos especímenes: un fémur y un canino superior de un macho. Ambos especímenes se asimilan a Epipliopithecus, pero son mucho más grandes. El fémur normalmente se atribuía a Dryopithecus, sin embargo, a raíz del descubrimiento en 1996 en España de fragmentos femorales de este género, se desmintió esta suposición.